# Leucotmemis insperata
Leucotmemis insperata là một loài bướm đêm thuộc phân họ Arctiinae, họ Erebidae.